# Eupithecia laticallis
Eupithecia laticallis es una especie de polilla de la familia Geometridae. La especie fue descrita por primera vez por Louis Beethoven Prout habiendo sido descrita en 1922, con distribución en Sudáfrica y Lesoto. El holotipo de la especie fue descrita en los alrededores de Ciudad del Cabo.

## Descripción

### Cuerpo
Es una polilla mediana con una envergadura de unos 23 milímetros (0,9 plg). La cabeza y palpos son de color marrón claro, la cara cuenta con una estrecha banda de escamas oscuras por encima y su vértice más blanquecino. El tórax es también marrón claro por encima, con algo de mezcla blanquecina, una mancha negruzca al frente y manchas negruzcas dispersas mal definidas. El abdomen por encima muy ajedrezado, el color de fondo marrón claro (en la base blanquecino), El cuerpo por debajo es mayormente pálido. Las patas en el lado interno parcialmente infuscadas, con puntos blanquecinos en el extremo de la tibia y las articulaciones del tarso.

### Alas
El ala anterior es marrón claro igual que el cuerpo, con fina irritación fuscosa, las venas (especialmente M) parcialmente moteadas de negro. Cuenta con un punto celular pequeño pero nítido. El área distal del ala es algo oscurecida, especialmente en bandas longitudinales entre las venas. El ala posterior es algo alargada y más pálida.
La parte inferior del ala anterior es más ahumada, con un punto celular intenso, algunas manchas costales oscuras en la zona central. Por debajo, el ala posterior es blanquecina sucia, con un punto celular negro bastante grande y líneas bastante definidas.

## Ciclo de vida
Se ha descrito alimentándose de Chrysanthemoides monilifera, de la familia de las asteráceas.